# Märkisches Gymnasium Iserlohn
Das Märkische Gymnasium Iserlohn (MGI) ist neben dem Gymnasium An der Stenner und dem Gymnasium Letmathe eines von drei städtischen Gymnasien im Gebiet der Stadt Iserlohn im Sauerland.
Das Märkische Gymnasium ist mit über 400 Jahren die älteste Schule Iserlohns, deren Ursprünge in der 1609 gegründeten Lateinschule liegen. Heute befindet sich das Gymnasium auf dem Hemberg und bildet zusammen mit der „Realschule am Hemberg“ das „Schul- und Sportzentrum Hemberg“ der Stadt Iserlohn. Das Märkische Gymnasium und das Gymnasium An der Stenner befinden sich in einer engen Kooperationsgemeinschaft. So werden in der Oberstufe häufig Kurse zusammengelegt, so dass vielfältigere Kursangebote vorhanden sind.
Im Gebäude des MGI befindet sich das Hembergmuseum, das sich vor allem mit Archäologie und Paläontologie befasst.

## Geschichte
Im Jahr 1609 gründeten der Iserlohner Magistrat und die evangelisch-lutherische Kirchengemeinde das Lyzeum Iserlohnense als sog. schola sancta. Das erste Gebäude war ein Steinhaus neben der Obersten Stadtkirche direkt an der Stadtmauer, in dem zuvor eine Lateinschule untergebracht war, aus der wahrscheinlich die unteren Klassen übernommen wurden. Im 18. Jahrhundert wurden verstärkt wissenschaftliche Inhalte (Realien) gelehrt, bevor die Schule 1793 in eine Lateinschule umgewandelt wurde. Ein Zugang zur Schule war über lange Zeit nur evangelischen Schülern vorbehalten.
1817 wurden Teile des Lyzeums mit anderen Schulen zur Simultanschule zusammengelegt, an der nun konfessionsübergreifend unterrichtet wurde. Die Schulformen bestanden teilweise parallel, so entstand 1840 die Höhere Bürgerschule. Aufgrund finanzieller Probleme wurde die Simultanschule 1847 wieder aufgelöst. 1863 entstand auf einem Grundstück oberhalb des Gaswerks an der Chaussee im Baarbachtal (heute Standort der Postfiliale) ein Neubau für die neuen Schulformen Realschule I. Ordnung und das Realgymnasium.
Die Schülerschaft wuchs in der zweiten Hälfte des 19. Jahrhunderts stetig. Waren es 1850 etwa zehn Schüler, so hatte die Schule 1869 148 Schüler, 1871 schon 171. Über 80 % der Schüler waren evangelisch, die übrigen katholisch und jüdisch. Das Einzugsgebiet lag nicht nur im (damaligen) Stadtgebiet Iserlohns, es kamen auch Schüler aus Unna, Wattenscheid und sogar Danzig. Wegen der steigenden Schülerzahlen (1906: 361 Schüler) wurde bis 1899 eine Turnhalle errichtet, sowie 1910 ein Erweiterungsbau.
Ab 1919 existierten ein Reformrealgymnasium und eine Oberrealschule. Nach dem Zweiten Weltkrieg wurde die Schule erneut um einen Anbau erweitert (1959). Um 1961 wurde eine Oberstufe etabliert. Es folgte der Schulneubau am Hemberg bis zum Jahr 1977. Im Jahr 2016 erhielt die Schule den Titel Schule ohne Rassismus – Schule mit Courage.

## Schulleiter
- 1609–1617 Johann Wittekind

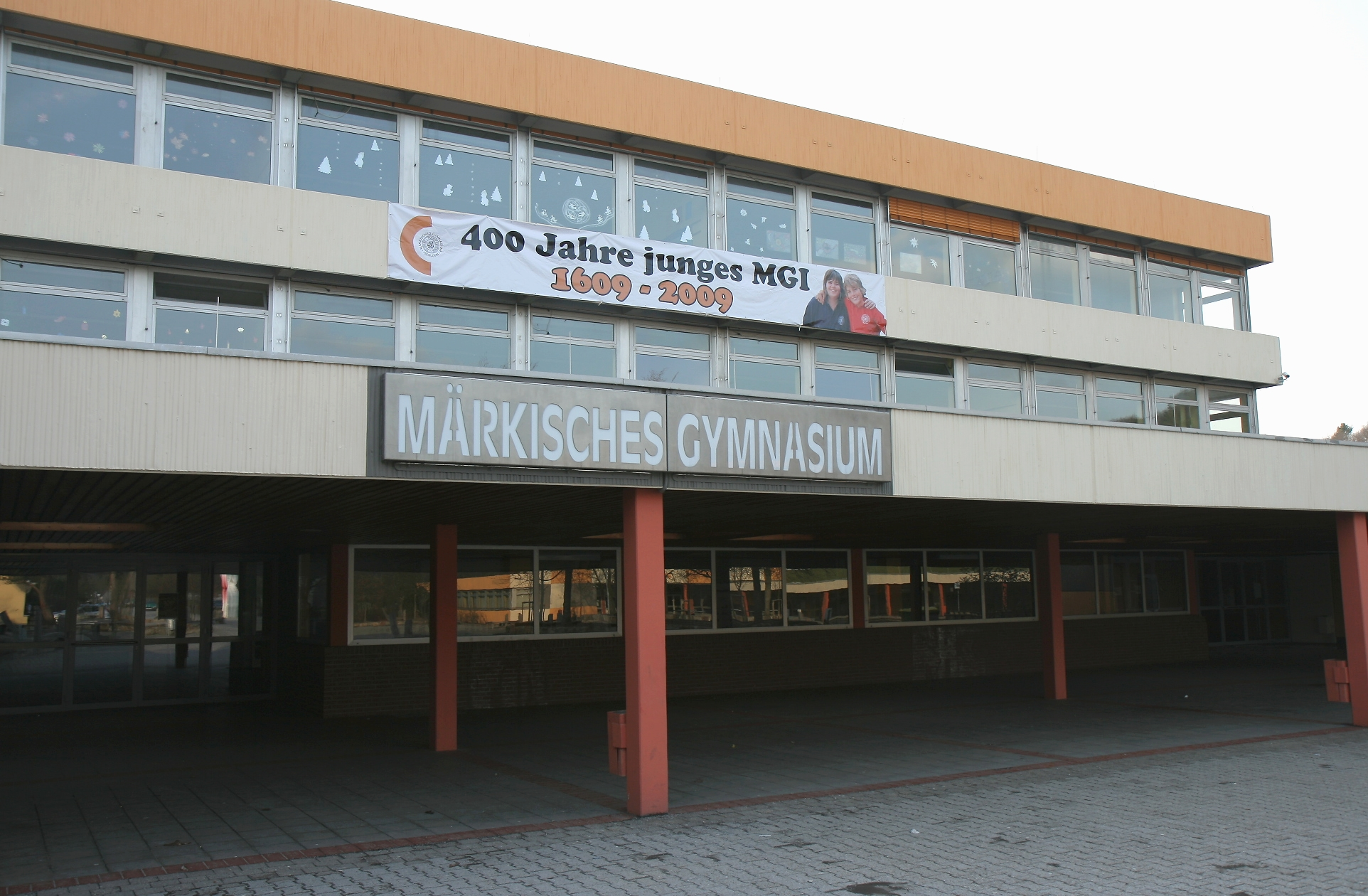
Gebäudeansicht im Jubiläumsjahr 2009

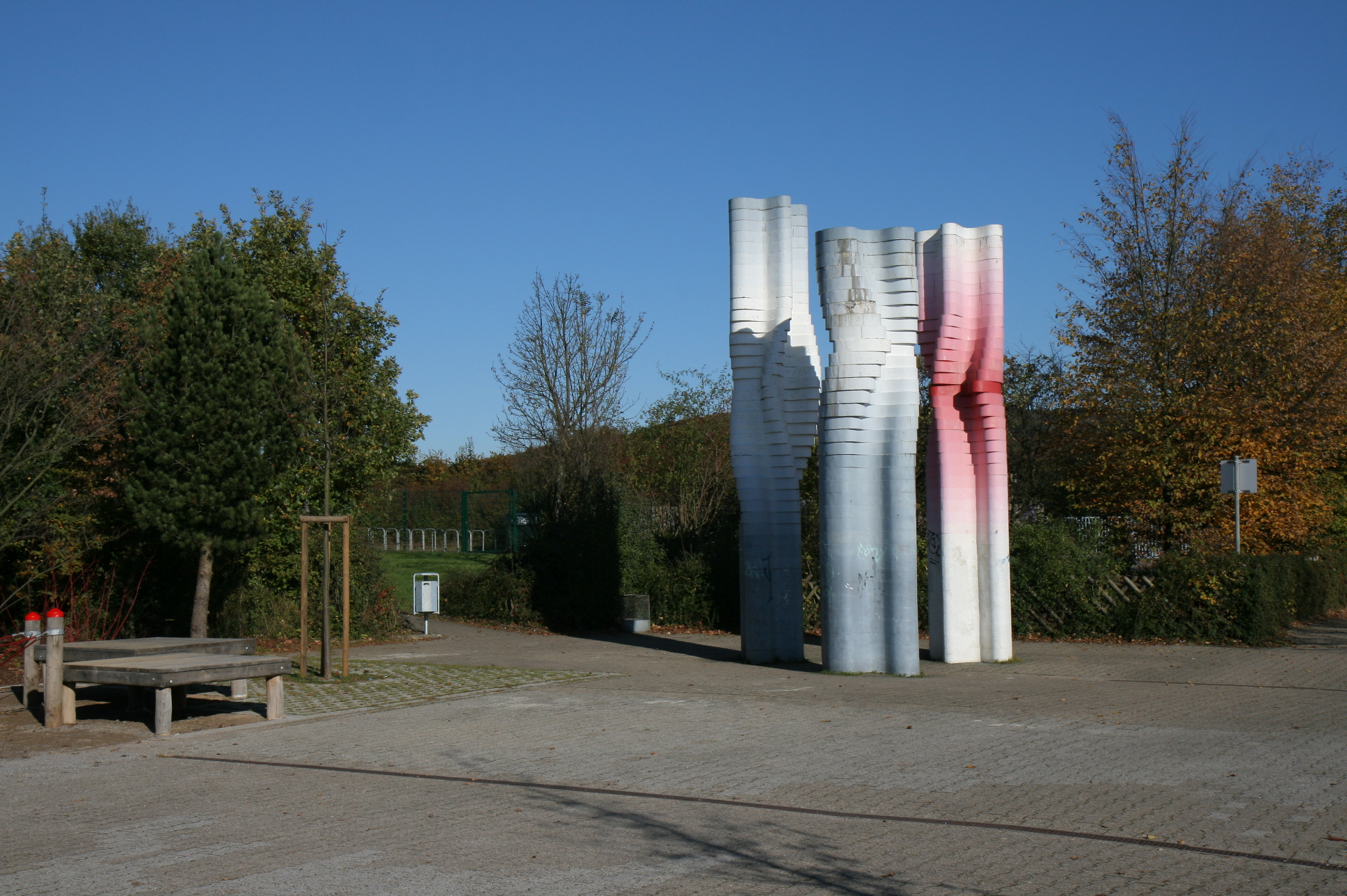
„Drei Stelen“

- ab 1617 Rötger Westhoff, Casper Redecker
- 1651–1659 Steffen Engelberti
- 1659–1703 Bernd Quittmann
- 1703–1718 Thomas Forstmann
- 1718–1761 Franz Teodor Torck
- 1762–1765 Andreas Karsch
- 1765–1785 Johann W. Petersen
- 1785–1787 Meyer
- 1787–1793 Johann F. Hülsmann
- 1793–1839 Friedrich Dahlenkamp
- 1839–1863 Johann Jacob Kruse (* 24. Januar 1809 in Süchteln; † 2. Juli 1873 Iserlohn)
- 1863–1869 Meißel
- 1869–1895 Hugo Langguth
- 1895–1921 Hemmo Suhr
- 1921–1931 Eugen Remus
- 1931–1954 Max Müller
- 1954–1959 Günther Hohlwein
- 1959–1960 Rudolf Tiemann (kommissarisch)
- 1960–1985 Gustav Muthmann
- 1985–2002 Franz-Josef Schlotmann
- 2002–2012 Gerhard Müller-Frerich
- 2012–2020 Rita Köhler (2012–2013 kommissarisch)[5]
- 2020–2022 Georg Peters (kommissarisch)
- seit 2022 Jens Schwegmann[1]

## Schriften
- Zu der öffentlichen Prüfung der Zöglinge hiesiger Realschule, welche ... im Hörsaale stattfinden wird, ladet die hohen Behörden und alle Freunde des Schulwesens ehrerbietigst ein, Iserlohn: Bädeker, 1868/69(1869) Digitalisat
- Jahresbericht über die Realschule Erster Ordnung zu Iserlohn : für d. Schuljahr ..., 1869–1875 Digitalisat
- Jahres-Bericht über das Realgymnasium zu Iserlohn : für das Schuljahr ..., 1884–1896 Digitalisat